# Marcin Kuźba
Marcin Kuźba (Tomaszów Mazowiecki, 1977. április 15. –) lengyel labdarúgócsatár.

## Pályafutása

### Klubcsapatokban
A rekord lengyel bajnok Górnik Zabrzénél kezdte a profi pályafutását. Itt 18 évesként 26 meccset játszott és 8 gólt szerzett első profi szezonjában (1995–96). 1998-ban átigazolt a francia Auxerre csapatához. A szezon végén a svájci Lausanne-hoz távozott, és itt 70 találkozón 35 gól fűződött a nevéhez. 2001 és 2002 között ismét Franciaországban játszott a  St. Étienne együttesénél. 2002 végén visszament a Lengyelországba, a Wisla Krakówhoz. A 2002–03-as szezonban 27 mérkőzésen 21 gólt szerzett a krakkói színekben, és a góllövőlista harmadik helyén végzett: Stanko Svitlica (24 gól) és Maciej Żurawski (22 gól) mögött. 2003 és 2004 között a görög Olimbiakószban játszott. Sérülések miatt csak tíz meccsen játszott, amelyeken öt gólt szerzett. 2004-ben visszatért Krakkóba, majd 2007-ben, a Górnik Zabrzében fejezte be a pályafutását.

### A válogatottban
1995 és 2003 között hat alkalommal szerepelt a lengyel válogatottban és 2 gólt szerzett. Utolsó mérkőzését 2003. június 6-án Poznańban játszotta a Kazahsztán ellen 3–0-ra megnyert találkozón.

## Statisztika

### A válogatottban
| 1995     | 1 | 0 |
| 1998     | 1 | 0 |
| 2002     | 1 | 0 |
| 2003     | 3 | 2 |
| Összesen | 6 | 2 |

## Sikerei, díjai
Wisla Kraków
- Lengyel bajnok (2): 2003, 2005
- Lengyel kupagyőztes (1): 2003

## Fordítás
- Ez a szócikk részben vagy egészben  a   Marcin Kuźba című német Wikipédia-szócikk ezen változatának fordításán alapul.  Az eredeti cikk szerkesztőit annak laptörténete sorolja fel. Ez a jelzés csupán a megfogalmazás eredetét és a szerzői jogokat jelzi, nem szolgál a cikkben szereplő információk forrásmegjelöléseként.